# رو دو باك

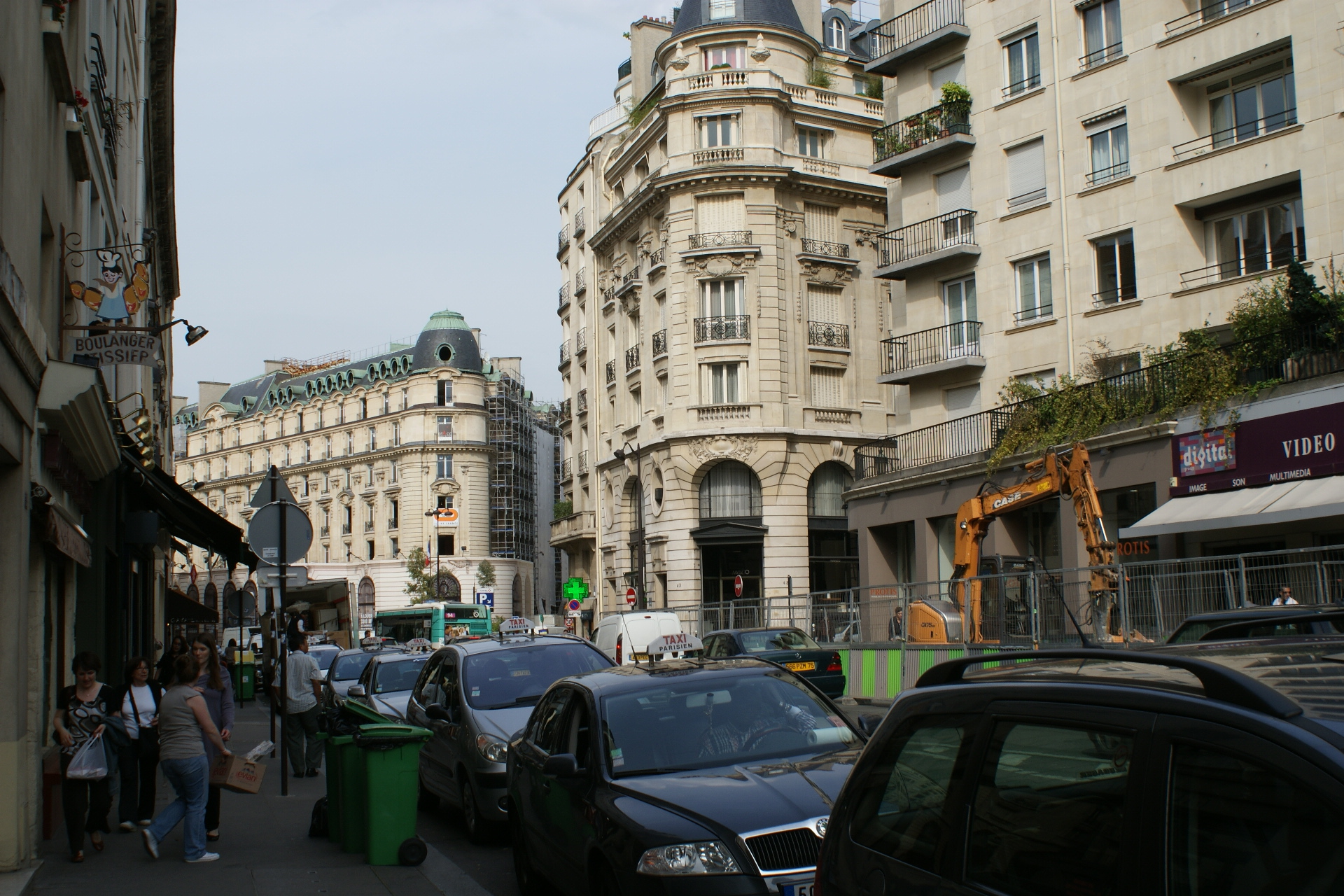

رو دو باك هو شارع يقع في الدائرة السابعة في باريس، يبلغ طوله 1150 مترا، يبدأ الشارع عند تقاطع فولتير وأناتول-فرنس وينتهي في شارع سيفر، اعتاد أن يكون في فوبورغ سان جيرمان، رو دو باك هو أيضا اسم محطة في خط 12 من مترو باريس، على الرغم من أن مدخلها يقع في شارع راسبايل عند النقطة التي انضم إليها من قبل شارع دو باك.

## وصلات خارجية
- (بالفرنسية) Official nomenclature of Parisian streets
- (بالفرنسية) Insecula
- (بالفرنسية) www.paris-pittoresque.com

‌